# Malodolînske, Odesa
Malodolînske (în ucraineană Малодолинське, în germană Kleinliebental) este un sat în comună Ciornomorsk, regiunea Odesa, Ucraina, formată numai din satul de reședință. În afara localității principale, nu cuprinde și alte sate. Satul a fost locuit de germanii pontici. Aceștia erau romano-catolici, proveneau din Alsacia și au fondat satul în 1803.

## Demografie
Componența lingvistică a comunei Malodolînske
     Ucraineană (53,38%)
     Rusă (45,48%)
     Alte limbi (0,63%)
Conform recensământului din 2001, majoritatea populației comunei Malodolînske era vorbitoare de ucraineană (53,38%), existând în minoritate și vorbitori de rusă (45,48%).